# 静おばあちゃんにおまかせ
『静おばあちゃんにおまかせ』（しずかおばあちゃんにおまかせ）は、中山七里の連作短編推理小説。文藝春秋より隔月で発売されている『別册文藝春秋』に連載されていた作品が2012年に単行本にまとめられ、発売された。
本作の連載の打ち合わせをしていたころはコージー・ミステリに人気があり、文藝春秋でも似鳥鶏の「にわか高校生探偵団の事件簿シリーズ」など日常の謎系の掲載が増えていた。著者の中山はその出版社のカラーを逸脱しないようにしたいという思いがあったのと、前編集長と現編集長が揃って「ミス・マープルっていいですよねぇ。」という話をしていたことから、それなら現代に彼女を復活させてやろうと思い、おばあちゃんと孫娘という登場人物を設定。そして昭和ノスタルジーと言われてしまうことを覚悟の上で、祖母が孫に厳しく何かを言いながらも実は温かく見守っているという構図で書き上げた。
葛城と円は実際に現場に赴くが、静は家から一歩も出ず、円から報告を聞くだけで事件を解決してしまう“安楽椅子探偵”の体裁をとる。そして5つの個々の短編の事件とは別に、円の両親の轢き逃げ事件という全編を通して1つの大きな謎も追っている。その他、円と葛城との恋愛要素も描かれている。
2018年にテレビドラマ化。

## 収録作品
各短編のタイトルは全て、ギルバート・ケイス・チェスタートンのブラウン神父シリーズのタイトルをもじってつけられている。
- 静おばあちゃんの知恵（『別册文藝春秋』2011年7月号）
- 静おばあちゃんの童心（『別册文藝春秋』2011年9月号）
- 静おばあちゃんの不信（『別册文藝春秋』2011年11月号）
- 静おばあちゃんの醜聞（『別册文藝春秋』2012年1月号）
- 静おばあちゃんの秘密（『別册文藝春秋』2012年3月号）

## 共通登場人物
主要人物
高遠寺 静（こうえんじ しずか）
日本で20人目の女性裁判官だったが、20年以上も前に退官している。法律を語る口調は厳しく、人を語る口は優しい。孫の円に毎日のように法律談義や人生訓、お作法指導をするだけでなく、円の話を聞くだけで様々な事件の謎を解いてしまう。大正生まれらしく、チェーン店のファーストフードは「エサ」だといって目の敵にする。
昭和の終りのころは高等裁判所で裁判長を務めていたが、無職の男性が不動産屋に押し入って経営者夫婦を刺殺したあげく金銭を持ち逃げしたという強盗殺人事件で自身が出した判決の責任を取り、定年を待たずして自ら退官した。
高遠寺 円（こうえんじ まどか）
世田谷区成城1丁目の建坪20坪ほどの家に住む、法律家を目指している法学科2年の女子大生。流行キレイめお嬢様系のファッションをしており、控え目な明るさ、返答はぐらかすことを決して許さなさそうな澄んだ瞳が印象的。
待ち合わせにはいつも大学近くの大型書店を指定する。高所恐怖症。着メロはチャイコフスキーのヴァイオリン協奏曲。
中学2年生だった平成18年9月18日、父・陽平（ようへい・45歳）と母・美紗子（みさこ・40歳）と共に縁日に出かけた帰り、浅草の吾妻橋のたもとで両親は後ろから来た車に轢かれたが、父親が円を突き飛ばしたために1人だけ助かった。駆け寄って来た男からは酒の匂いがしたが、「救急車を呼んでくる」と言い残して車に乗って一度走り去り、戻ってきた後の警察の取り調べではなぜか飲酒は認められず、歩行者の注意義務の怠りもあったということで執行猶予つきの懲役2年5か月で実刑にすらならなかった。円は祖母の静に引き取られたため滝沢から高遠寺に名前が変わった。
葛城 公彦（かつらぎ きみひこ）
警視庁捜査一課の刑事。階級は巡査部長。円より6つ年上の25歳、独身。刑事として秀でた能力はないが、セールスマン顔負けの粘り強さがあり、およそ警察官らしからぬ風貌と物腰のため、大抵の人間は警戒心を解いて思いのたけを吐露してしまう。ポーカー・フェイスが大の苦手で嘘が下手。自己評価が著しく低いため、変なプライドもなく誰からでも素直に教えを請うたり意見を聞き入れることができる。底抜けに無防備な振る舞いと、穏やかな目がひどく印象的だが、なぜか恋愛はいつも「いい人」で終わってしまう。ファッションには縁がない。
円とは以前、葛飾で起こった連続強盗事件の第4の被害者の友人として事情聴取をした際に初めて知り合い、円がふと洩らした一言が事件解決の糸口となったため、以降聡明な女性という印象を持っていたが、何度も関わるうちに恋心を抱くようになり、〈至福の園〉の事件解決後、一夜を共にし付き合うようになる。
その他
釘宮（くぎみや）
警視庁警備部長。
財部 和人（たからべ かずと）
警視庁捜査一課管理官。35歳。父親は警視庁総務部長を務めており、その人情肌を受け継いだのか、本人もキャリアでありながら現場の意見を尊重し、捜査員に接する態度も評判が良い。釘宮はかつての上司。理知的な顔立ちをしている。
津村（つむら）
警視庁捜査一課課長。財部の直属の部下。
三枝 光範（さえぐさ みつのり）
円の両親を轢いたとして逮捕された男。当時まだ警察官2年目の24歳だった。
現在は本所署強行犯係勤務。馬鹿がつくほど真面目で謹厳実直を絵にかいたような男で、人望はあるが野望はなく、徳はあるが毒がないといういわゆる“イイ奴”だったが、現在は希望をなくし、枯れたような印象を人に与えるようになっている。
犬養（いぬかい）
警視庁捜査一課の刑事。葛城の先輩で年齢は5つ差。三十路ですでに3回結婚している。葛城をからかうことも多いが、何かといつも気にかけ、どんな悩みを打ち明けても笑いながら適切な助言をしてくれる懐の深い頼れる先輩。若い女の子の涙は苦手。所轄時代、三枝と一緒に働いていたことがある。

## 各話あらすじ

### 静おばあちゃんの知恵
5月6日、横浜港埠頭のコンテナターミナル近くの裏路地で弾丸によって胸から出血し、うつ伏せで絶命している神奈川県組織犯罪対策本部暴力団対策課本部長・久世達也警視が発見される。その場所は指定暴力団・宏龍会が常時麻薬取引を行う場所として知られていたため、当初は宏龍会の襲撃事件かと思われたが、体内に残存していた弾丸のライフルマークから、拳銃は警察の採用拳銃であるシグ・ザウエルP230と判明。その拳銃の持ち主であり、久世とは犬猿の仲であった同じ対策課の警部である椿山道雄が逮捕される。椿山の元部下であった警視庁捜査一課の刑事・葛城公彦は非番を利用して神奈川県警や法医学教室で聞き込みをしたり、宏龍会の渉外委員長や椿山本人にも面会して椿山の無罪を証明しようとするが、解決の糸口は見つからず、また、他の捜査畑を荒らしていると上司にも叱責されてしまう。こんな時に必要なのは新しい材料と洞察力だと考えた葛城の頭に浮かんだのは、1か月前に知り合ったばかりの女子大生・高遠寺円の顔だった。書店に円を呼び出した葛城は事件の全容を話し、現場である横浜港に円を連れていく。円は事件現場で椿山の部下である立石の話を聞き、家に帰って一部始終を祖母の静に話す。すると静は、久世警視が倒れていた時の姿勢こそがキーポイントであると推理する。
久世 達也（くぜ たつや）
神奈川県組織犯罪対策本部暴力団対策課本部長。階級は警視。38歳。元々神奈川県警は暴力団との癒着が噂されていたが、久世が課長に就任してからは暴力団事件のもみ消しや企業への天下りなどが顕著となり、地元新聞には「神奈川県警は宏龍会の下部組織」とまで揶揄されるようになった。実際、かなりあくどいことにも手を染めており、部下の女を寝取って組の幹部に献上するようなこともあった。
横浜港で死体で発見される。
椿山 道雄（つばきやま みちお）
神奈川県組織犯罪対策本部暴力団対策課主任。階級は警部。34歳。以前は警視庁に所属しており、葛城の上司だった。警視庁からの異動早々、宏龍会のナンバー4と5を賭博などで検挙し、これからは些細な別件逮捕も厭わないという態度を示す。宏龍会との繋がりがあった久世の顔を潰しただけでなく、その繋がりをも追及し始めたため、犬猿の仲となっていた。
表裏が無いともいえるが、いったんこうと信じたら上司であろうが同僚であろうが周囲の忠告には耳を貸さず、自分の思う道を突っ走る。弾丸は月平均4発消費しており、武闘派としても怖れられていた。不承不承に本音を洩らす時、鼻をふんと鳴らす癖がある。異動直前に離婚している。
久世殺害の容疑で逮捕される。
立石（たていし）
神奈川県組織犯罪対策本部暴力団対策課の刑事。課内で椿山が信頼を置いていた数少ない部下の1人。四角い顔に太い眉、三白眼である。
姫村（ひめむら）
法医学教室の教授。久世の遺体を解剖した。
小田切（おだぎり）
神奈川県警の検視官。外見は警察官ではなく医師そのもの。久世の検視を担当し、姫村の解剖にも立ち会った。
山崎 岳海（やまざき たけみ）
宏龍会渉外委員長。見た目はどこからどう見ても普通の中年サラリーマン。久世とは持ちつ持たれつで良好な関係を築いていたが、一方で人間的には信用がおけないと評価していた。

### 静おばあちゃんの童心
女子大生の朝倉美緒は、いつものように自家製のシフォンケーキを持って祖母の喜美代の家に向かった。しかし家の前では生協の配達員が呼び鈴を鳴らしても応答が無いと困り果てており、持っていた合鍵で一緒に家の中に入った2人はそこで喜美代の変わり果てた姿を発見する。葛城ら警察が現場に駆けつけ、検死の結果、背後からの一撃が致命傷であったことがわかる。裏口は開いており、室内は荒らされた形跡が無く、遺体の近くには『ビューティー・ミセス』という昨日発売されたばかりの雑誌が放置されており、「セレブ流子育て」というページが無造作に破り取られていた。葛城は所轄の刑事・田所と共に聞き込みを開始し、美緒、そして喜美代の息子や娘、近所の住人から話を聞く。その結果、当日喜美代はいつものド派手ファッションで銀座に出かけていたことがわかる。捜査会議で前回の手腕を称えられたうえにハッパもかけられた葛城は、美緒と同年代ある円に連絡をとり、ガールズトークで美緒から喜美代の実像をもっと詳しく聞き出してほしいと頼む。円は美緒に会うだけでなく町田の事件現場にも赴き、当日喜美代が身に着けていたという帽子をかぶり、その足取りを辿る。家に帰った円は恥ずかしくてしょうがなかったと愚痴をこぼすが、静は「それこそが解答よ」と円に告げる。
事件解決後、葛城は財部に円の存在を正直に言ってしまったことを謝り、円は謎をといたのは実は祖母の静であることを葛城に打ち明ける。
朝倉 美緒（あさくら みお）
某私立大学2年生。18歳。以前は大阪に住んでおり、母・邦絵が夫と共に数年前の兵庫の列車脱線事故で亡くなったため、中学生になったころに朝倉家の養女となった。大学入学と同時に家を出て、現在は神楽坂のアパートで1人暮らし。赤が好きで、祖母の家を訪問する時は決まって赤い帽子をかぶっているため、近所の人からは「町田の赤ずきんちゃん」と呼ばれている。背丈は喜美代と同じくらいで、顔は両手で包めそうなくらいに小さい。
幼いころから身に着けるものにこだわりがあり、小学校の時からファッション雑誌が愛読書だった。イラストレーターを目指して美大を志望していたが、喜美代に志望校は変えさせられた。
朝倉 喜美代（あさくら きみよ）
美緒の祖母。65歳。大阪のオバチャン風ド派手ファッションで、近所の人からは「町田のレディー・ガガ」と呼ばれている。その他、頭が大きいのがトレードマーク。整理整頓にうるさく、時間に厳しい。
子供は長男の健郎、鶴見家に嫁いだ長女の洋絵、そしてその双子の妹で美緒の母である邦絵の3人。朝倉家はもともと町田市で指折りの資産家であり、市内に三筆百二十坪の不動産と有価証券で合計2億を超える資産があったが、夫の孝三が急逝後は、保証人として莫大な借金の肩代わりをさせられて財産が半分になっただけでなく、やることなすこと全てが裏目に出て、次第に貯えを食い潰し、土地や有価証券も売却してしまった。
朝倉 健郎（あさくら けんろう）
喜美代の長男。無職、独身。葛城が見上げるくらいの長身だが、猫背で着ているものも貧乏くさいため、颯爽という印象からはほど遠い。母親譲りで頭がでかく、42歳にしては老けている印象。町田市内にある、壁のいたるところにひびが入ったアパートに住んでいる。父親が死んでから一時は失った資産分を取り戻すと息巻いていろいろ事業を始めたが、商才は無く、どれも空振りに終わった。
鶴見 洋絵（つるみ ひろえ）
喜美代の長女。40歳。多摩市の郊外、建売住宅群のうちの一軒に住んでいるが住宅ローンをかかえているため、パート勤めをしている。背格好や大きな顔、その造りまで健郎とそっくり。できちゃった結婚で嫁いだため、実の娘にもかかわらず喜美代からは寄生虫扱いされていた。住宅ローンをかかえている。
鶴見 浩久（つるみ ひろひさ）
洋絵の夫。45歳。20年以上前に結婚したが、喜美代からは寄生虫以下の扱いで、一度も家にあがらせてもらったことがない。地元のスーパーに勤務しているがリストラ対象で、現在は自宅待機中。
鶴見 雄治（つるみ ゆうじ）
洋絵と浩久の息子で美緒の従兄妹。21歳。大阪の大学に在籍しており、喜美代の死亡推定時刻も大阪にいた。小顔で長身、全体が細身。直情径行の青年。金銭面で喜美代に頼り切っていた両親や伯父を見ていたため、自分は1円たりとも世話にはならないと決意して大学の授業料など全てバイトで稼いでいる。
美緒は八方美人だから悪いことは言わないが、そのために敵を作ってしまう、疑われてしまうのではないかと心配している。
久米（くめ）
検視官。喜美代の検視を担当する。
田所（たどころ）
所轄の刑事。今回の事件で葛城と組む。

### 静おばあちゃんの不信
葛城は管理官の財部に呼び出され、ここ10年で信者1万超えという急成長中の〈至福の園〉という宗教団体から警視庁の釘宮警備部長の一人娘である釘宮亜澄を脱退させてほしいという内密の命を受ける。「季刊 宗教ジャーナル編集部」を名乗って施設へと取材を申し込んだ葛城は亜澄にインタビューを試み、彼女がそこまで団体に傾倒しているのは師父・総領龍人の復活の儀を目の当たりにしたからではないかと考える。瞑想中に病に伏し、祈祷所で確かに呼吸が止まり、瞳孔が開いて鼓動も聞こえなくなっていたにもかかわらず、亜澄を含めた世話係たちが一度祈祷所から出て再び中に入ったところ、龍人の身体は跡形もなく消え失せていたのだという。亜澄は“次の生命力を得るための通過儀礼”だと信じ、龍人が生まれ変わるのを信じているようだったが、死体遺棄事件としか思えない葛城は財部に報告する。非公式の捜査にはうってつけの人材を、という薦めもあり、葛城は再び円を呼び出す。ちょうどその日は円の両親の命日であり、葛城は彼女の両親の事故について詳しく話を聞く。そして〈至福の園〉に体験入信した円は、亜澄から直接話を聞いて祈祷所も調べ、帰って静に報告する。静は、問題なのは今回に限って龍人が元の身体のまま復活していないことにあるのだと告げる。
釘宮 亜澄（くぎみや あすみ）
警視庁の釘宮警備部長の一人娘。家族の反対を押し切り、宗教団体〈至福の園〉に入信してしまう。
総領 龍人（そうりょう りゅうじん）
〈至福の園〉の師父。45歳。本名は「たつと」と読む。以前は塾の講師をしていたが、阪神・淡路大震災の時に天啓を受けたため、職を辞してチベットの山中で自己流で修行を積んだ後、妻の弓子と共に〈至福の園〉を設立して人を救う道に転じた。龍之という11歳の息子がいる。
弓子（ゆみこ）
龍人の妻。〈至福の園〉ナンバー2。以前緑内障を患ったが、龍人の力でなんとか失明はまぬがれた。
鷹司 兵堂（たかつかさ ひょうどう）
〈至福の園〉広報部長。50代。ごま塩頭で顔もいかつい。
真美子（まみこ）
円の伯母（父親の妹）。いつも一方的に話を進め、人の話を聞かない。選挙で内村昭三に票を入れてほしいと電話をかけてくる。

### 静おばあちゃんの醜聞
墨田区押上の東武鉄道貨物駅跡地に建設中の新名所・東京スーパータワーの地上450メートル付近でタワークレーンの解体作業中、4号機のクレーンを操っていた作業員の須見田が突然呻き声をあげた後、運転席につっぷしたまま動かなくなってしまう。第4班監督の土岐が階上に行き確認したところ、須見田はすでに事切れてしまっており、脇腹に大型のカッターナイフが刺さっていた。状況から考えて、同じ階上で反対側にいたクレーン3号機の外国人作業員・パウロにしか犯行は不可能と考えられたが、パウロは全面否認。葛城は財部の命令を受け、事件を管轄している本所署に応援に行くことになる。しかしそこには、円の両親を轢き殺した犯人である三枝刑事がいた。財部の意向でまたしても円に協力を要請することになった葛城は現場に円を連れて行くが、懸念したとおり、三枝と鉢合わせしてしまう。しかしお互い顔を合わせても何もなく、名前を聞いてから三枝はそそくさと踵を返し、円は動揺をみせるも「あの事件の時とは印象が違う」と述べるなど、事件の当事者同士にしてはお互いの反応がおかしい。そこで葛城は、円の両親の事故の記録をデータベースで検索して見た時に感じた違和感は、事故車の自動車検査証に記載されているはずの使用者の住所氏名が抜けていたからだと気付く。そして、円の両親を轢いたのは別の人物なのではないかと考える。
須見田 蓮司（すみだ れんじ）
クレーン免許を持っている技術指導員で、クレーン操作においては右に出る者がいない。パウロをはじめとする外国人作業員を侮蔑するため、仲は険悪。トラブルメーカー。酒乱気味で家でも妻に暴力をふるう人間として全く尊敬できない男。
パウロ・アンドラーテ
ブラジル人作業員。デリック運転士免許を持っているが、日本語は片言でしか話せない。あまり温和な方ではなく、須見田とよくぶつかっていた。髪はこざっぱりと短く刈り上げている。
土岐 亮平（とき りょうへい）
須見田やパウロが所属する第4班の監督。
藤谷（ふじたに）
土岐の同僚。

### 静おばあちゃんの秘密
日本はリチウム、ゲルマニウムをはじめとしたレアメタルについての重大な話し合いを控え、南アメリカにある小国パラグニアの大統領であるオマール・ロドリゲスを国賓として招いていた。千代田区幸町にある「ホテルパラドール」は大統領が宿泊する17階だけではなく上下のフロアも全て貸切にし、警視庁警備部も完全な警備体制を整えていた。しかしそんな完全警護＆密室状態の中、大統領はまんまと銃で殺害されてしまう。国家の危機に困り果てた釘宮警備部長は、解決のためには恥も外聞も捨てるとして再び葛城を通して円に協力を要請。いつものように現場の様子を円から伝え聞いた静は、真犯人の正体に気付く。一方、円は円で、葛城からやはり三枝は両親を轢き殺した犯人ではないと聞かされ考えた末、真犯人の正体に自分で気づく。
パラグニア大統領狙撃事件解決後、警察上層部にも実は事件を推理していたのは円ではなくその祖母であると伝えたところ、その功績を労いたいという釘宮警備部長の意向で葛城、釘宮、財部、そして津村は高遠寺家へと足を運ぶ。するとそこには三枝が先客としており、円は全員の前で両親の事故の全貌について話し出す。そこでは静の声も聞こえたが姿は見えず、不思議に思う葛城たちに、円はついに静の秘密を打ち明ける。
オマール・ロドリゲス
パラグニアの大統領。部屋は1702号室。元々共和国だったパラグニアで5年前に軍事クーデターを起こし、当時の国王の末娘であるシュモールと結婚して自らを正当な王位継承者とし、臨時政府の大統領となった。国はそのまま民主主義に転換することもなく、独裁政権へと変貌。国内に現在まで完璧なまでの恐怖政治を敷いている。5つになる長男が1人いる。
シュモール・ロドリゲス
大統領夫人。部屋は1701号室。前国王の末娘であるため、生まれた時から特権階級の人間で、成人するまで一般市民と接点を持ったことがない。大統領以外の全ての人間は自分に傅く義務があると本気で思っており、傲慢さは並大抵のものではない。日本でもパラグニア南端のプーゲ島で獲れるオマール海老のリゾットが食べたいなどと突然無理難題を言い、ホテルの人間を困らせる。
ラウル・ジュリアーズ
パラグニアの兵士。階級は大佐。大統領の護衛隊長。部屋は1703号室。日本への留学経験があり、流暢な日本語をしゃべる。
カミロ・グランチャコ
パラグニアの兵士。階級は中佐。部屋は1706号室。
トゥリオ・ケンペス
パラグニアの兵士。階級は少佐。部屋は1705号室。
マルコ・アルゲリッチ
パラグニアの兵士。階級は少佐。部屋は1707号室。
桑島 直幸（くわしま なおゆき）
「ホテルパラドール」の客室係。スペイン語が堪能なため、大統領らが宿泊するスイート階の客室係に選ばれた。
新井 見枝香（あらい みえか）
「ホテルパラドール」のフロント係。シュモール夫人のわがままに辟易する。
藤堂 道隆（とうどう みちたか）
警視庁警備部警備課警護第三係所属の警察官。今回の大統領警備の最高責任者。
轡田（くつわだ）
丸の内署の刑事。スペイン語が話せるため、今回の事件で葛城とペアを組み、事情聴取で通訳を務める。

## 書評
書評家の大矢博子は、「祖母と孫である静と円の会話や、葛城刑事と円の恋愛の進展など、暖かでユーモラスな描写で和やかな空気が全編を覆っているにもかかわらず、扱っているのはれっきとした刑事事件で5つの事件がどれも「組織」と「正義」を扱った硬派な話という、まるでアーモンド入りのチョコレートのようだ。」と評し、また、「著者の持ち味ともいえる衝撃の結末は、本作でも遺憾なく発揮されている。」と太鼓判を押している。ミステリー評論家の佳多山大地は、「イラストレーターも抱き込み、小説本篇の冒頭から読者にサプライズを演出したらしい」とカバーイラストにも仕掛けがしてあることに言及。また、本作で使われているトリックに関しては「原理だけ取り出せば、G・K・チェスタトンやアガサ・クリスティーなど本格ジャンルの偉大な先達の有難い〈遺産〉を頼みにしている。しかしそのトリックを現代に継承するにおいてはまさしく日本社会が抱えるアクチュアルな“歪み”を反映するように消化されて、それはまた先達の遺産に新たな価値を加えている。」と評価した。

## テレビドラマ
2018年3月23日23時25分 - 翌0時25分と30日23時15分 - 翌0時15分に、テレビ朝日系で放映。

### キャスト（テレビドラマ）
- 高遠寺円（こうえんじまどか）〈19〉- 岡田結実
- 葛城公彦（かつらぎきみひこ）〈34〉- 要潤
- 高遠寺静（こうえんじしずか） - 草笛光子
- 篠田あやみ（しのだあやみ）〈23〉- 内藤理沙

#### ゲスト（テレビドラマ）

##### 第1話
- 芝崎仁（しばさきじん） - 柳沢慎吾
- 椿山道雄（つばきやまみちお） - 五代高之
- 山崎岳海（やまざきたけみ） - 温水洋一
- 小田切明 ‐ 少路勇介
- 姫村（ひめむら）教授 - 田中健
- 久世達也 - 鈴木隆仁

##### 第2話
- 朝倉美緒（あさくらみお） - 大後寿々花
- 朝倉喜美代（あさくらきみよ） - 茅島成美
- 朝倉健郎（あさくらけんろう） - 高杉亘
- 鶴見洋絵（つるみひろえ） - 鳥居みゆき
- 鶴見浩久（つるみひろひさ） - なべやかん
- 鶴見雄治（つるみゆうじ） - 栗山航（男劇団 青山表参道X）
- 植木美幸 - 真下有紀
- 村山刑事 - 立花裕大
- 里谷刑事 - 阿南健治

### スタッフ（テレビドラマ）
- 原作 - 中山七里『静おばあちゃんにおまかせ』（文春文庫）
- 脚本 - 川﨑いづみ
- 監督 - 麻生学
- 主題歌 - ストレイテナー「Boy Friend」[7]
- 警察監修 - 石坂隆昌
- 警察指導 - 尾崎祐司
- 医療監修 - 中澤暁雄
- アクションコーディネーター - 江澤大樹（スタントチームGocoo）
- 技術協力 - WING-T
- 企画 - 古賀誠一（オスカープロモーション）
- プロデューサー - 船津浩一（テレビ朝日）、中頭千廣（オスカープロモーション）、村山太郎（オスカープロモーション）、浦井孝行（オスカープロモーション）
- 制作 - テレビ朝日、オスカープロモーション